# Siri
Siri(한국어: 시리)는 iOS, iPadOS, macOS, watchOS, tvOS용 개인 단말 응용 소프트웨어로 질문에 답변하고 조언하며, 동작을 실행하는 과정에서 자연어 처리를 이용한다. 원래 시작은 미국 국방부의 DARPA에서 진행한 일종의 인공지능 프로그램 개발 프로젝트였던 Personalized Assistant that Learns (PAL)의 기능 중 하나인 Cognitive Assistant that Learns and Organizes (CALO)였다. 실제로 PAL은 미국 국방부의 CPOF라는 시스템에 성공적으로 접목이 되었고, 이에 고무받은 개발자 노만 위나스키는 SRI 인터내셔널을 설립을 하였고, 이를 2010년 4월 28일에 애플이 인수하여 애플이 소유하였다. 원래는 이 소프트웨어가 블랙베리와 안드로이드 폰에도 사용할 수 있을 것이라 발표하였으나 애플의 인수 이후 비 애플 플랫폼에 대한 개발은 모두 취소되었다.
Siri는 iOS 5 이상의 iOS에 포함되어 있으며, 아이폰 4S 이상 기기에서 사용할 수 있다. 또 Siri는 독일어, 영어, 일본어, 프랑스어, 중국어, 한국어, 이탈리아어, 스페인어 등을 지원하나, 언어 또는 국가별로 일부 지원되지 않는 기능이 있다.
Siri는 세계 1위 음성인식 회사인 뉘앙스 커뮤니케이션의 음성인식엔진을 탑재했다.

## 지원 언어
| 언어                 | 지역              | iOS 버전 |
| -------------------- | ----------------- | -------- |
| 아랍어               | 사우디아라비아    | 9.2 이상 |
| 아랍어               | 아랍에미리트 연방 | 9.2 이상 |
| 중국어 (광둥어)      | 홍콩              | 6.0 이상 |
| 중국어 (표준 중국어) | 중화인민공화국    | 6.0 이상 |
| 중국어 (표준 중국어) | 중화민국          | 6.0 이상 |
| 덴마크어             | 덴마크            | 8.3 이상 |
| 네덜란드어           | 벨기에            | 9.0 이상 |
| 네덜란드어           | 네덜란드          | 8.3 이상 |
| 영어                 | 오스트레일리아    | 5.0 이상 |
| 영어                 | 캐나다            | 6.0 이상 |
| 영어                 | 인도              | 8.3 이상 |
| 영어                 | 뉴질랜드          | 8.3 이상 |
| 영어                 | 영국              | 5.0 이상 |
| 영어                 | 미국              | 5.0 이상 |
| 프랑스어             | 벨기에            | 9.0 이상 |
| 프랑스어             | 캐나다            | 6.0 이상 |
| 프랑스어             | 프랑스            | 5.0 이상 |
| 프랑스어             | 스위스            | 6.0 이상 |
| 독일어               | 오스트리아        | 9.0 이상 |
| 독일어               | 독일              | 5.0 이상 |
| 독일어               | 스위스            | 6.0 이상 |
| 이탈리아어           | 이탈리아          | 6.0 이상 |
| 이탈리아어           | 스위스            | 6.0 이상 |
| 일본어               | 일본              | 5.1 이상 |
| 한국어               | 대한민국          | 6.0 이상 |
| 노르웨이어           | 노르웨이          | 9.0 이상 |
| 포르투갈어           | 브라질            | 8.3 이상 |
| 러시아어             | 러시아            | 8.3 이상 |
| 스페인어             | 멕시코            | 6.0 이상 |
| 스페인어             | 스페인            | 6.0 이상 |
| 스페인어             | 미국              | 6.0 이상 |
| 스웨덴어             | 스웨덴            | 8.3 이상 |
| 태국어               | 태국              | 8.3 이상 |
| 튀르키예어           | 튀르키예          | 8.3 이상 |

## 같이 보기
- 아마존 알렉사